# Ivanhoe (1913, Großbritannien)
Ivanhoe ist ein britischer Stummfilm von 1913, bei dem Leedham Bantock Regie führte. Es ist die dritte Verfilmung des Romans Ivanhoe von Sir Walter Scott. Der Film ist auch bekannt unter dem US-Titel Rebecca the Jewess. Die Titelrolle ist mit Lauderdale Maitland besetzt.

## Handlung
Bei einem Turnier, aus dem er als Sieger hervorgeht, ist Ivanhoe schwer verwundet worden. Um an diesem Kampf teilnehmen zu können, hatte er sich eine Rüstung und ein Pferd bei dem Juden Isaac von York geliehen. Ivanhoe schickt seinen Diener Gurth zu Isaac, um seine Schulden zu begleichen. Isaac hat eine Tochter namens Rebecca, die von Gurth wissen will, wie es seinem Herrn gehe. Er erzählt ihr von der Verwundung und dass Ivanhoe sich in seinem Zelt befinde. Rebecca eilt dorthin und findet den Ritter bewusstlos vor. Sie besteht darauf, dass er ins Haus ihres Vaters gebracht wird, wo er die bestmögliche Pflege erhalten soll. Isaac macht sich jedoch Sorgen, dass er, sollte Ivanhoe sterben, beschuldigt werden könnte, für dessen Tod verantwortlich zu sein. Da Ivanhoes Bewusstlosigkeit ihn berührt, erlaubt er Rebecca aber dann doch, sich um den Verletzten zu kümmern.
Als Lady Rowena, die mit Ivanhoe liiert ist, bemerkt, dass er nicht mehr in seinem Zelt, sondern im Haus von Isaac weilt, begibt sie sich dorthin. Dann, nach einigen Tagen, erwacht Ivanhoe endlich aus seiner Bewusstlosigkeit und sein Blick fällt als Erstes auf Rowena. Überzeugt davon, seine Retterin vor sich zu haben, umarmt er Rowena im Beisein Rebeccas. Für seine wahre Retterin ist das zu viel, sie fällt in Ohnmacht. 
Der Film ist nur noch als Fragment erhalten. Es existiert eine Szene, in der die „schöne und kraftvolle“ Heldin Rebecca (Ethel Bracewell) ihre Liebe zu dem Ritter Ivanhoe leidenschaftlich bekundet; das konkrete Ende des Films dagegen ist nicht bekannt.

## Produktion

### Nacherzählung, Produktionsnotizen

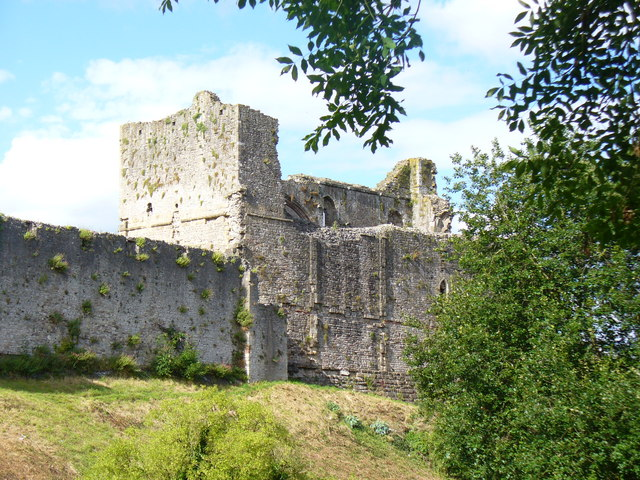
Chepstow Castle, einer der Drehorte

Bei dem Film handelt es sich um eine Nacherzählung ausgewählter Ereignisse aus dem Roman von Walter Scott. Vermutlich nutzte die walisische, den Film produzierende Filmgesellschaft Zenith Film Company die Dreharbeiten zu IMPs gleichnamiger Produktion für ihre eigene Verfilmung.
Drehorte waren Wales, Chepstow Castle und Monmouthshire. Die britische Produktion gilt im Vergleich zur US-amerikanischen Fassung als schwächere Version.

### Amerikanische Version
Die amerikanische Stummfilm-Version von 1913 entstand unter der Regie von Herbert Brenon für die Independent Moving Pictures Company unter demselben Titel, weshalb der von Universal vertriebene Film in den USA unter dem Titel Rebecca the Jewess veröffentlicht wurde. Ivanhoe wurde dort von King Baggot, Rebecca of York von Leah Baird und Lady Rowena von Evelyn Hope verkörpert. Brenon spielte selbst den Isaac of York.
Der Film wurde in Moving Picture World 17 (S. 291) vom 17. Januar 1914 rezensiert.

### Veröffentlichung
In den britischen Kinos wurde der Film erstmals am 1. Juli 1913 gezeigt, in Italien wurde er im März 1914 veröffentlicht. In den Vereinigten Staaten ist er unter dem Titel Rebecca the Jewess bekannt. Dort wurde er im Januar 1914 veröffentlicht.

## Charakterisiert in
- Kino Europa – Die Kunst der bewegten Bilder: Opportunity Lost (1995)